# Stephan 2. af Bayern
Stephan 2. af Bayern (født 1319 – død 1375) og hans brødre var regerende hertuger af Bayern fra 1347 til 1375. 
Stephan 2. var søn af kejser Ludvig 4. og Beatrix af Schlesien-Schweidnitz.
Stephan 2. var gift med Elisabeth af Sicilien (1309–1349). De fik fire børn. Den yngste søn var hertug Johan 2. af Bayern-München.